# Černucha
Černucha (Nigella) je rod rostlin z čeledi pryskyřníkovité (Ranunculaceae).

## Popis
Jedná se o jednoleté byliny. Listy jsou střídavé, bazální i lodyžní, dolní jsou řapíkaté, horní až přisedlé. Čepele jsou zpravidla hluboce 2–3 x členěné v čárkovité až úzce kopinaté úkrojky. Květy jsou oboupohlavní, pravidelné, jednotlivé na vrcholu stonku či větví. Kališní lístky jsou petaloidní (napodobují korunu), zpravidla je jich 5, někdy více, nejčastěji bílé, modré až růžové barvy, řidčeji nažloutlé až zelené a vytrvávají i do období plodu. Korunních lístků je nejčastěji 5–10 a jsou přeměněny na nektária. Tyčinek je mnoho, nejčastěji 15–75. Gyneceum je složeno z nejčastěji 5–10 plodolistů. Plodem je měchýřek, měchýřky jsou uspořádány do souplodí, jsou navzájem částečně srostlé, nahoře s nápadným zobánkem.

## Rozšíření

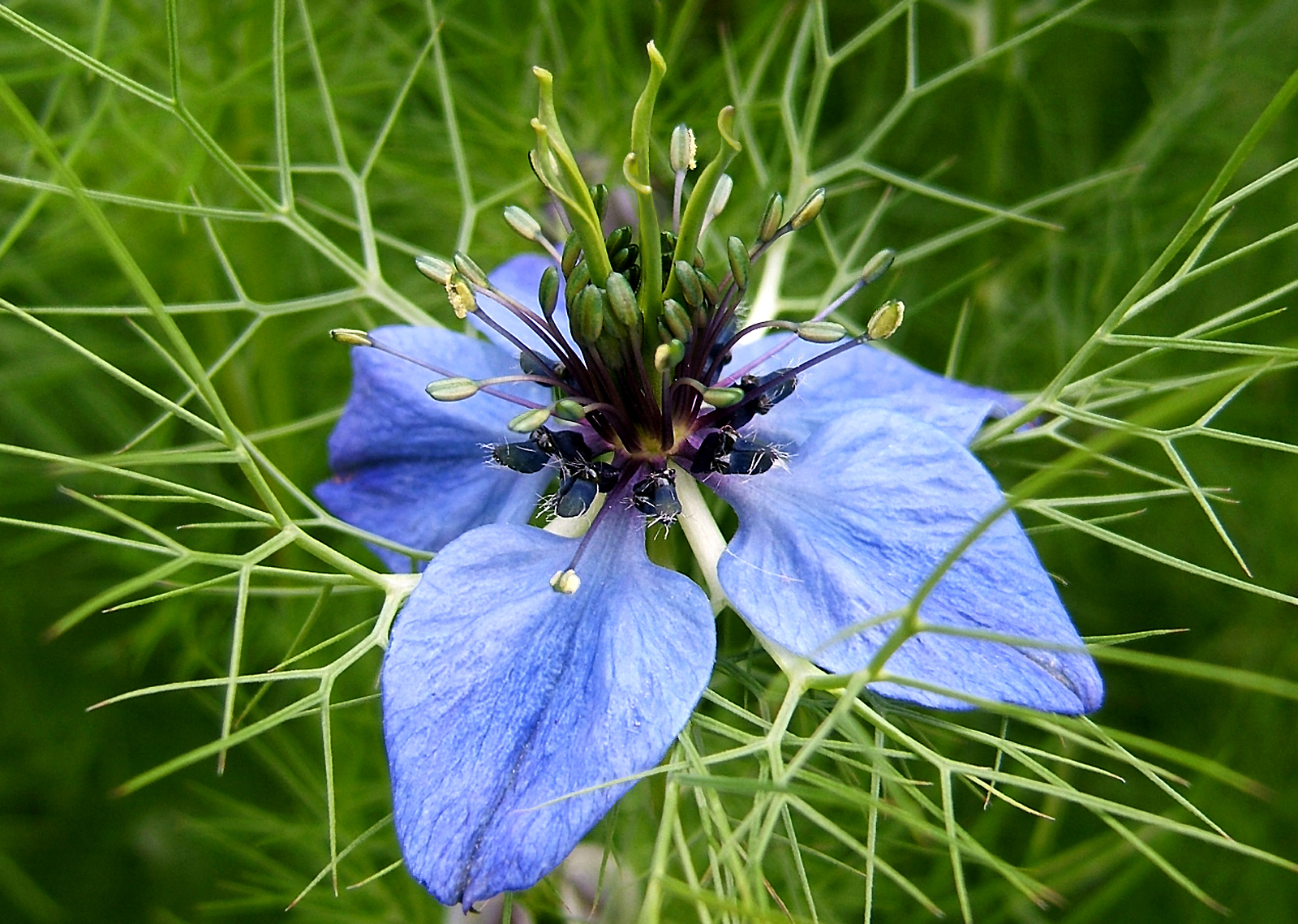
Nigella damascena

Je známo asi 20 druhů, které jsou přirozeně rozšířeny v Evropě (nejvíce ve Středomoří), v severní Africe a v jihozápadní až střední Asii. Jinde, např. v Severní Americe, jsou jen pěstovány a občas zplaňují. Ve střední Evropě roste pouze jediný druh, další jsou pěstovány jako okrasné letničky a někdy zplaňují.

## Druhy
- Nigella arvensis: Evropa jako polní plevel
- Nigella carpatha: endemit ostrovů Karpathos a Kasos
- Nigella ciliaris: JZ Asie a Kypr
- Nigella damascena: jižní Evropa, JZ Asie, severní Afrika, jinde pěstovaná letnička
- Nigella degenii: řecké ostrovy
- Nigella doerfleri: Řecko a Kréta
- Nigella elata: Balkán až JZ Asie
- Nigella fumariifolia: Řecko a ostrovy, Kypr
- Nigella gallica: JZ Evropa
- Nigella hispanica: JZ Evropa až severní Afrika
- Nigella orientalis: Balkán až střední Asie
- Nigella sativa: původní v JZ Asii, jinde pěstována
- Nigella segetalis: Krym až Asie
- Nigella stricta: Řecko, Kréta